# Plesiopidae

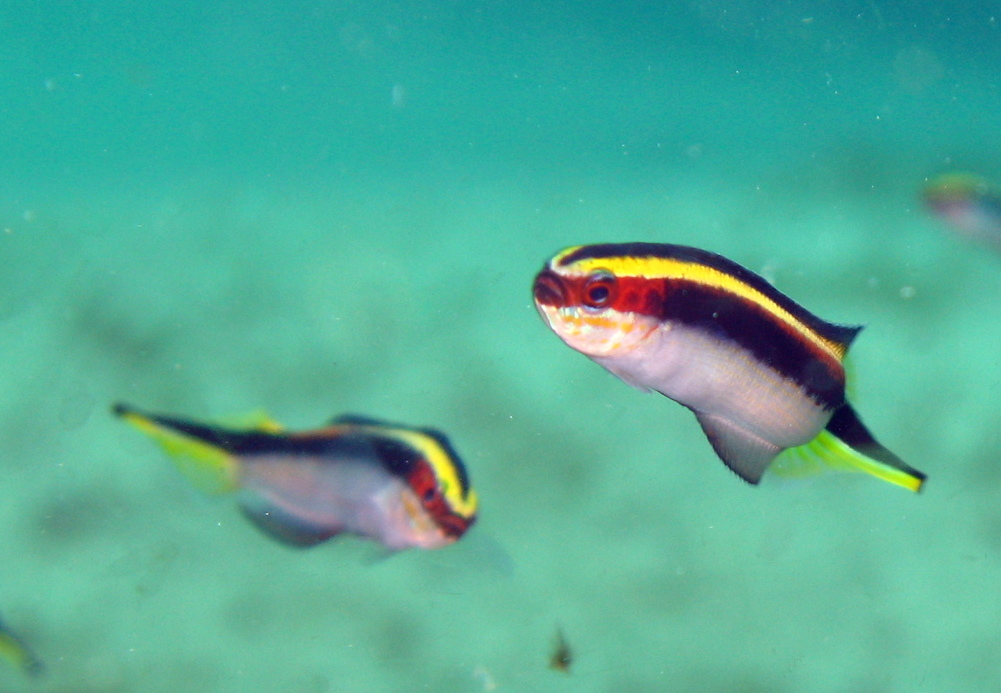
Trachinops taeniatus

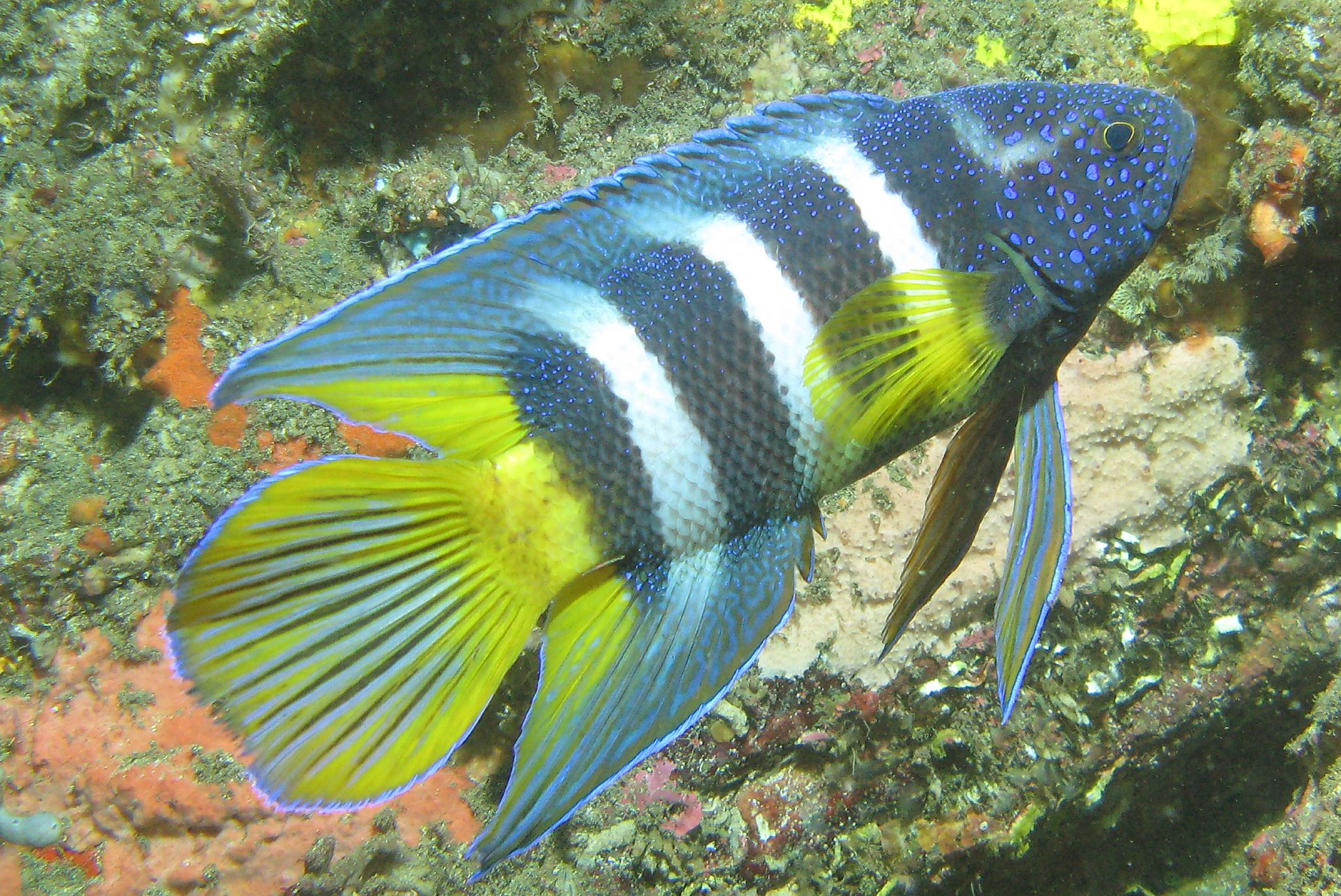
Paraplesiops bleekeri

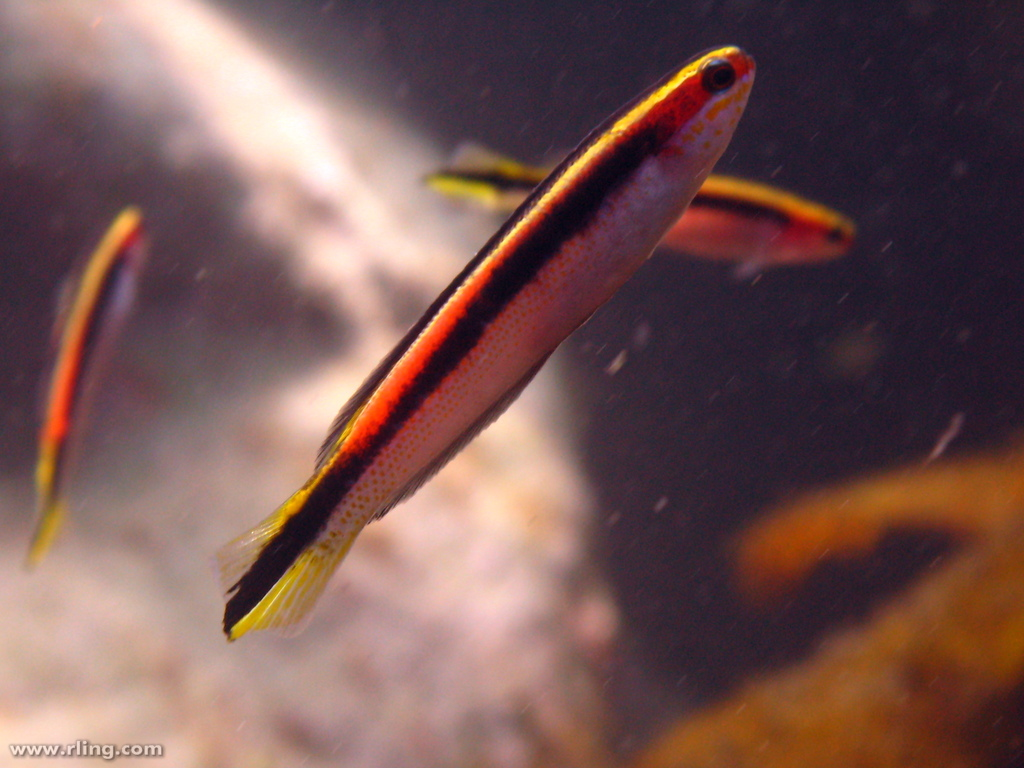
Trachinops taeniatus

Los plesiopidae constituyen una familia de peces Actinopterygii del orden de los perciformes.

## Morfología
La longitud máxima se encuentra alrededor de los 20 cm. Son peces de bocas grandes y ojos grandes.

## Alimentación
Se alimentan de pequeños crustáceos y peces.

## Distribución geográfica
Se encuentran en el Índico y al oeste del Pacífico.

## Especies
- Género Acanthoclinus (Jenyns, 1841)[2]
  - Acanthoclinus fuscus (Jenyns, 1842).
  - Acanthoclinus littoreus (Forster, 1801).
  - Acanthoclinus marilynae (Hardy, 1985).
  - Acanthoclinus matti (Hardy, 1985).
  - Acanthoclinus rua (Hardy, 1985).
- Género Acanthoplesiops (Regan, 1912)[3]
  - Acanthoplesiops echinatus (Smith-Vaniz & Johnson, 1990).
  - Acanthoplesiops hiatti (Schultz, 1953).
  - Acanthoplesiops indicus (Day, 1888).
  - Acanthoplesiops naka (Mooi & Gill, 2004).
  - Acanthoplesiops psilogaster (Hardy, 1985).
- Género Assessor (Whitley, 1935)[4]
  - Assessor flavissimus (Allen & Kuiter, 1976).
  - Assessor macneilli (Whitley, 1935).
  - Assessor randalli (Allen & Kuiter, 1976).
- Género Beliops (Hardy, 1985)[5]
  - Beliops batanensis (Smith-Vaniz & Johnson, 1990).
  - Beliops xanthokrossos (Hardy, 1985).
- Género Belonepterygion (McCulloch, 1915)[6]
  - Belonepterygion fasciolatum (Ogilby, 1889).
- Género Calloplesiops (Fowler y Bean, 1930)[7]
  - Calloplesiops altivelis (Steindachner, 1903).
  - Calloplesiops argus (Fowler & Bean, 1930).
- Género Fraudella (Whitley, 1935)[8]
  - Fraudella carassiops (Whitley, 1935).
- Género Notograptus (Günther, 1867). 
  - Notograptus gregoryi (Whitley, 1941).
  - Notograptus guttatus (Günther, 1867).
  - Notograptus kauffmani (Tyler & Smith, 1970).
  - Notograptus livingstonei (Whitley, 1931).
- Género Paraplesiops (Bleeker, 1875)[9]
  - Paraplesiops alisonae (Hoese & Kuiter, 1984)
  - Paraplesiops bleekeri (Günther, 1861).
  - Paraplesiops meleagris (Peters, 1869).
  - Paraplesiops poweri (Ogilby, 1908).
  - Paraplesiops sinclairi (Hutchins, 1987).
- Género Plesiops (Oken, 1817)[10]
  - Plesiops corallicola (Bleeker, 1853).
  - Plesiops facicavus (Mooi, 1995).
  - Plesiops genaricus (Mooi & Randall, 1991).
  - Plesiops gracilis (Mooi & Randall, 1991).
  - Plesiops insularis (Mooi & Randall, 1991).
  - Plesiops malalaxus (Mooi, 1995).
  - Plesiops multisquamata (Inger, 1955).
  - Plesiops mystaxus (Mooi, 1995).
  - Plesiops nakaharai (Tanaka, 1917).
  - Plesiops auritus (Mooi, 1995).
  - Plesiops cephalotaenia (Inger, 1955).
  - Plesiops coeruleolineatus (Rüppell, 1835).
  - Plesiops nigricans (Rüppell, 1828).
  - Plesiops oxycephalus (Bleeker, 1855).
  - Plesiops polydactylus (Mooi, 1995).
  - Plesiops thysanopterus (Mooi, 1995).
  - Plesiops verecundus (Mooi, 1995).
- Género Steeneichthys (Allen y Randall, 1985)[11]
  - Steeneichthys nativitatus (Allen, 1997).
  - Steeneichthys plesiopsus (Allen & Randall, 1985).
- Género Trachinops (Günther, 1861)[12]
  - Trachinops brauni (Allen, 1977).
  - Trachinops caudimaculatus (McCoy, 1890).
  - Trachinops noarlungae (Glover, 1974).
  - Trachinops taeniatus (Günther, 1861).[13][14][15][16][17][18]